# O.tone
『O.tone』（オトン）は、札幌市を中心としたタウン情報誌である。札幌市中央区の「株式会社あるた出版」が発行。

## 概要
2006年10月、「すすきのタウン情報」を発行していた「株式会社あるた出版」が隔月刊誌として創刊。「札幌のおやぢたちがナビゲーター」をコンセプトに、40代以上の男性をターゲットとした情報を中心に掲載。昭和風の酒場などのグルメ情報からライフスタイル、趣味、エンタメ情報まで、取りあげる内容は幅広い。

## 主な連載
- 和田哲 （編集部デスク）「古地図を歩く」
- 稲田博「イナダのむかっ腹」
- 武田晋「野茂英雄のごとく」
- 曽我部司「食をめぐる冒険」
- MARU「酒とラジオと芝居と女」